# Centro de Valorização da Vida
Centro de Valorização da Vida (CVV) é uma associação civil sem fins lucrativos brasileira, de caráter filantrópico, fundada em 1 de março de 1962 na cidade de São Paulo.
Reconhecida como de Utilidade Pública Federal em 1973, é mantenedora e responsável pelo Programa CVV de Valorização da Vida e Prevenção ao Suicídio, desenvolvido pelos Postos do CVV em todo o país, de onde presta serviço voluntário, sigiloso e gratuito de apoio emocional, com atendimento presencial, via chat e, principalmente pelo telefone 188, com chamada gratuita e anônima.
Em 1977 iniciou sua expansão para outras cidades do país, mantendo hoje seus serviços em quase todas as capitais e diversas cidades do interior. São mais de 120 postos e cerca de 3 400 voluntários que se revezam para o atendimento 24 horas por dia, nos 365 dias.. 
A história do CVV está registrada no livro "Como Vai Você — CVV, 50 anos ouvindo pessoas", da Editora Aliança.
No dia 10 de março de 2017, o Ministério da Saúde firmou uma parceria com o CVV, permitindo que as ligações se tornassem gratuitas.

## Como é mantida a instituição
A instituição é mantida com as contribuições dos próprios voluntários e por doações de pessoas e segmentos da sociedade. Tem personalidade jurídica e não está vinculada com qualquer religião, governo ou partido político.

## Programa CVV
Atualmente o CVV cria e apoia iniciativas de ajuda emocional e prevenção do suicídio por meio de novos programas e atividades comunitárias. CRC — Caminho de Renovação Contínua (grupos de encontro de ajuda emocional); Escola de Valorização da Vida (autoconhecimento); GASS — Grupos de Apoio aos Sobreviventes do Suicídio (familiares e amigos enlutados, ajuda emocional mútua); Estação Amizade (palestras para jovens e adolescentes; e rodas de conversa sobre convívio e problemas emocionais).
Saúde Mental — O CVV Francisca Júlia  é uma comunidade terapêutica instalada em São José dos Campos com a finalidade de amparar pessoas com crise suicidas e outros transtornos mentais. São leitos, ambulatórios e centros de convívio mantidos pelo CVV e conveniados com o SUS.

## Observações
- No Brasil, o CVV é reconhecido como serviço de utilidade pública pelo Ministério da Saúde, pertencendo às organizações do terceiro setor.[10]
- Nos primórdios, o Programa CVV recebeu influência dos Samaritanos Internacionais, grupo fundado pelo Reverendo Chad Varah, em 1953, na Inglaterra.[10]